# Doug Roth
Pour les articles homonymes, voir Roth.
Doug Roth, né le 24 août 1967, à Knoxville, au Tennessee, est un ancien joueur américain de basket-ball. Il évolue au poste de pivot. 

## Palmarès
- McDonald's All-American 1985